# Com a servei
Com a servei (aaS) és un model de negoci en el qual es presenta alguna cosa a un client, ja sigui intern o extern, com a servei. Les ofertes com a servei proporcionen punts finals per a que els clients/consumidors s'interfacin amb els quals solen estar basats en API, però normalment es poden controlar mitjançant una consola web al navegador web d'un usuari. El terme XaaS pot significar "qualsevol cosa com a servei".
Internament, aquests sistemes sovint complexos tenen generalment un alt grau d'automatització interna que generalment proporcionen diferents nivells de tolerància a errors i resiliència, la capacitat d'augmentar/reduir o augmentar per satisfer els requisits de capacitat i rendiment de les càrregues de treball enviades al servei pels seus usuaris. /consumidors, i normalment estan destinats a fer funcionar les seves funcions diàries sense necessitat d'intervenció humana. Les funcions d'IaaS (Infraestructura com a servei) que s'inclouen més habitualment en aquest paquet d'automatització són les funcions de càlcul, emmagatzematge, xarxa, telemetria i registre/responsabilització, però la majoria dels components IaaS deuen una part de la seva càrrega de treball a aquests serveis. L'ecosistema de computació en núvol actual conté diversos proveïdors de núvol, cadascun amb el seu propi menú d'aquests serveis perquè els seus clients els consumeixin sota demanda o, en alguns casos, fins i tot amb acords de capacitat predeterminats.
Els serveis AAS tenen les següents característiques:
1. Es basen en projectes de codi obert amb pocs o cap cost de llicència
2. Requereixen poca o cap intervenció humana per dur a terme les seves tasques/funcions
3. Es pot augmentar o reduir depenent del nivell/volum necessari
4. Mantingut i recolzat internament pel proveïdor de nú
5. Utilitzeu recursos que siguin prescindibles per reutilitzar-los per altres tasques i serveis d'IaaS

L'ús dels serveis AAS pot oferir un gran estalvi de costos sobre la infraestructura tradicional proporcionada pel proveïdor i les equivalències basades en servidors. Quan es decideix per XaaS, cal tenir en compte les funcions de bloqueig específiques del proveïdor que poden ser més limitades que altres projectes de codi obert similars.

## Exemples
| Servei                                 | abr.  | També conegut com                             |
| -------------------------------------- | ----- | --------------------------------------------- |
| Intel·ligència artificial com a servei | AIAaS | –                                             |
| Backend com a servei                   | BaaS  | Backend mòbil com a servei (MBAaS)            |
| La banca com a servei                  | BaaS  | -                                             |
| Blockchain com a servei                | BaaS  | -                                             |
| El contingut com a servei              | CaaS  | Contingut gestionat com a servei (MCaaS)      |
| Les dades com a servei                 | DaaS  | –                                             |
| L'escriptori com a servei              | DaaS  | –                                             |
| Base de dades com a servei             | DBaaS | –                                             |
| Gestió de dades com a servei           | DMaaS | –                                             |
| Edge com a servei                      | EaaS  | –                                             |
| Xifratge com a servei                  | EaaS  | –                                             |
| Energia com a servei                   | EaaS  | –                                             |
| Avaluació com a servei                 | EaaS  | –                                             |
| Vehicle elèctric com a servei          | EVAaS | –                                             |
| Funcionar com a servei                 | FaaS  | –                                             |
| Jocs com a servei                      | GaaS  | –                                             |
| Identitat com a servei                 | IDaaS | –                                             |
| La infraestructura com a servei        | IaaS  | –                                             |
| Plataforma d'integració com a servei   | iPaaS | Integració basada en núvol                    |
| TI com a servei                        | ITaaS | Gestió de TI com a servei (ITMaaS)            |
| El coneixement com a servei            | KaaS  | –                                             |
| El registre com a servei               | LaaS  | –                                             |
| La il·luminació com a servei           | LaaS  | –                                             |
| La mobilitat com a servei              | MaaS  | –                                             |
| El seguiment com a servei              | MaaS  | –                                             |
| La xarxa com a servei                  | NaaS  | –                                             |
| Pagaments com a servei                 | PaaS  | –                                             |
| Plataforma com a servei                | PaaS  | Plataforma d'aplicacions com a servei (aPaaS) |
| Garantia de qualitat com a servei      | QAaaS | –                                             |
| Recuperació com a servei               | RaaS  | Recuperació de desastres com a servei (DRaaS) |
| Robot com a servei                     | RaaS  | –                                             |
| Encaminament com a servei              | RaaS  | –                                             |
| La seguretat com a servei              | SaaS  | SECaaS                                        |
| Programari com a servei                | SaaS  | –                                             |
| Comunicacions unificades com a servei  | UCaaS | –                                             |